# Aero Spacelines Super Guppy
Dimensions
L'Aero Spacelines Super Guppy est un avion cargo civil dérivé du Pregnant Guppy, conçu pour transporter les éléments de fusées nécessaires à la réalisation du programme spatial américain.

## Historique
Avant même le premier vol du Pregnant Guppy, il apparait évident que la NASA aurait besoin d’un appareil plus gros, destiné non plus au transport des accélérateurs mais des étages entiers de la fusée Saturn V. Désigné initialement B377VPG Very Pregnant Guppy, cet avion doit disposer d’un diamètre interne utile de 7,62 m pour une longueur de 28,65 m. Avec un volume utile de 1 408 m3, l’appareil serait donc cinq fois plus gros que tout avion commercial alors en service. Par la suite Aero Spacelines a produit quatre appareils supplémentaires, sensiblement modifiés mais portant la même désignation, qui furent utilisés par Airbus Industrie.

### B377SGSuper Guppy

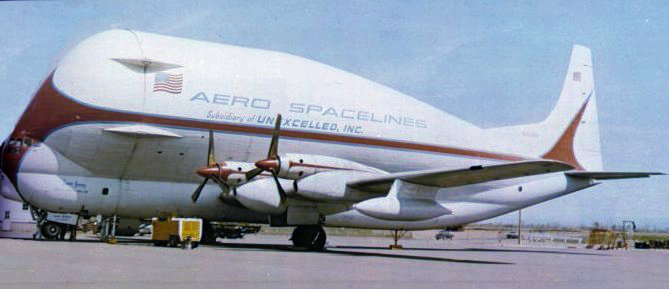
Le premier Super Guppy construit, utilisé par la NASA.

Si un des deux YC-97J [52-2693 c/n 16724] sert de base, fournissant la voilure avec ses turbopropulseurs Pratt & Whitney T-34P7 et la section avant du fuselage, cockpit compris, il faut 3 autres cellules de Stratocruiser pour réaliser le prototype : deux appareils réformés par Transocean [N406Q c/n 14945 et N408Q c/n 15944], et un ancien Clipper de Pan Am [N1038V c/n 15938]. Ce dernier fournit pourtant suffisamment de pièces pour que le prototype du Super Guppy puisse conserver son immatriculation.
La voilure reçoit une section centrale supplémentaire et le fuselage est allongé de 5,49 m en arrière de l’aile et 2,44 m en avant du bord de fuite pour atteindre 43 m. Pour faciliter le chargement et dégager la totalité de la soute, la pointe avant pivote à 110° grâce à deux ferrures pesant chacune 270 kg. Contrairement au Pregnant Guppy on conserve la pressurisation dans le poste de pilotage afin de pouvoir voler à 7 620 m, largement au-dessus du mauvais temps, et les empennages sont modifiés, la dérive étant plus haute de 2,69 m en hauteur et les stabilisateurs allongés de 1,22 m.
Le B377SG Super Guppy [N1038V] effectue son premier vol le 31 août 1965 et les essais de certification débutent immédiatement. Mais le 25 septembre, le dernier test, un piqué accentué au-dessus du désert de Mojave, manque de se terminer par un désastre : à 442 km/h et un peu plus de 3 000 m d’altitude l’équipage entend une violente explosion au-dessus du poste de pilotage et l’avion commence à subir de violentes secousses. Les forces aérodynamiques ont fait imploser la partie supérieure avant du fuselage. Malgré un trou énorme à l’avant de l’avion, l’équipage parvient à se poser à Edwards AFB, où le quadrimoteur est réparé et surtout renforcé en cinq semaines.
L’appareil entre en service début 1966. La NASA, qui finit par acheter l’avion en 1979 [N940NS], l’utilise tant qu’elle peut disposer de pièces de rechange pour les turbines et les hélices. L’avion est mis en stockage le 9 juillet 1991, soigneusement encoconné, à l’AMARC, puis prêté au Pima County Air Museum à Tucson, Arizona, mais une association tente de réunir assez d’argent pour le transférer dans un musée à Santa Barbara.

### B377SGTSuper Guppy Turbine
Unexcelled Corporation, qui avait racheté Aero Spacelines en 1967, espérait pouvoir exploiter commercialement le Super Guppy. Un document de l’époque indique que le Super Guppy doit être utilisé pour le transport de sections de fuselage de DC-10, produites à San Diego, ou de sections de voilure construites à Toronto, vers la chaine de montage final à Long Beach. Des contacts sont également pris pour transporter des sections de voilure de Lockheed L-1011 TriStar entre Nashville, Tennessee, et Palmdale, Californie. Outre le Mini Guppy, Aero Spacelines, qui espère exploiter une flotte de 6 quadrimoteurs, lance donc la construction d’un nouvel appareil désigné B377SGT Super Guppy Turbine. Cette machine présente de nombreuses différences avec le B377SG, puisque le B377SGT ne conserve du Stratocruiser que le cockpit pressurisé, la voilure et la section inférieure des nacelles des moteurs, le train principal et les empennages, une partie de la structure du fuselage inférieur. Le fuselage est sensiblement modifié et perd son aspect de « double-bulbe », des flancs droits permettant d’installer un plancher cargo plus large que sur le prototype (3,96 m au lieu de 2,44 m) pour accepter des palettes cargo standard. La soute étant légèrement plus longue (33,8 m), le volume total atteint 1 408 m3 (1 104 m3 utiles). Une section centrale de voilure supplémentaire de 7,01 m est ajoutée pour assurer une garde suffisante aux hélices et le train d’atterrissage avant est en fait un train de Boeing 707 (montage inversé) de façon à abaisser légèrement l’avant de l’appareil afin que le plancher de soute soit parfaitement horizontal. Équipés de turbines Allison 50-D22C de 4 680 ch, un turbopropulseur disponible en quantité, entraînant des hélices de C-130 et de capot-moteurs prélevés sur des P-3 Orion réformés, il fait l'objet d'une certification FAA complète, ce qui justifie en partie certaines modifications par rapport au prototype. Le verrouillage manuel (boulons) de la pointe avant est remplacé par un verrouillage hydraulique.

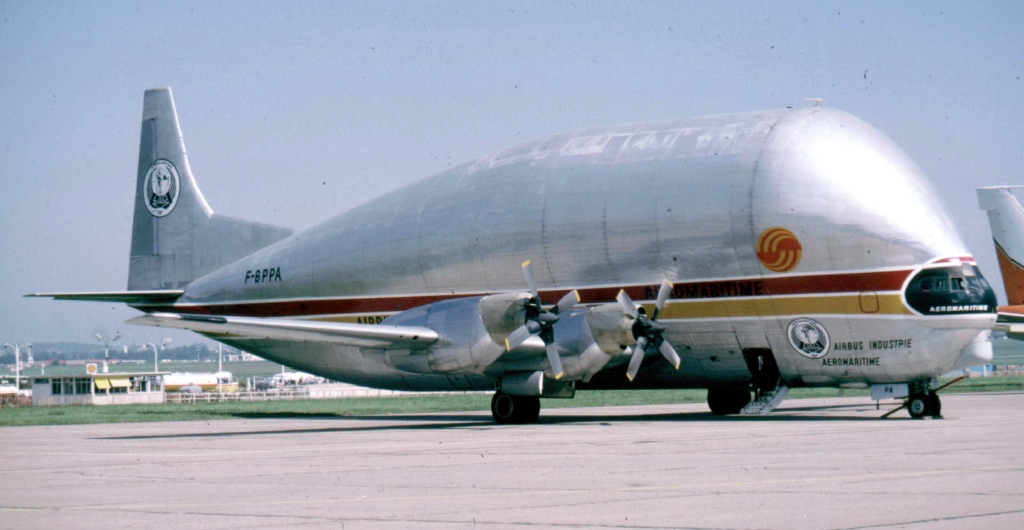
Le deuxième Super Guppy [F-BPPA] utilisé par Airbus à l'aéroport Paris-Le Bourget.

Le premier de ces deux appareils [N211AS], également connu sous la désignation Guppy-201 prend l’air le 24 août 1970. Réalisant que le Super Guppy serait la solution au transport de sections de fuselage ou de voilure entre ses différentes usines européennes et le site d’assemblage de Toulouse, Airbus Industrie approche ASI qui connait des difficultés financières. Une transaction est rapidement signée, le [N211AS] devant être livré à Airbus en 1971 [F-BTGV] sous réserve qu’Aero Spacelines construise un second appareil disponible en secours. Le second Guppy 201 [N212AS] prend l’air le 24 août 1972 et est acheté par l’avionneur européen un an plus tard [F-BPPA].
En 1978, Airbus contacte à nouveau ASI pour faire construire deux appareils supplémentaires. Un accord est finalisé en 1979 et les appareils sortent des ateliers d’UTA au Bourget en 1982 [F-GDSG] et 1983 [F-GEAI] respectivement. Il a même fallu démonter l'unique Pregnant Guppy pour achever le dernier exemplaire destiné à Airbus. Ces avions sont exploités durant 26 ans par Airbus, totalisant 47 150 heures de vol. Airbus tente d’obtenir un cinquième appareil, mais déjà certains pensent à un avion plus grand et plus moderne construit à partir de l'A300-600 : le Beluga.

## LesSuper Guppyaujourd'hui
Le tout premier Super Guppy [N940NS] construit est exposé au Pima Air and Space Museum, à Tucson.
Au moment de leur retrait d’exploitation, Airbus souhaite conserver un de ses Guppy dans chacun des trois principaux pays partenaires. Le Musée de l'Air et de l'Espace ayant décliné l’offre, les avions ont été ainsi répartis :
- Super Guppy 001 [N211AS/F-BTGV] : remis en 1996 au British Aviation Heritage, à Bruntingthorpe (en) en Grande-Bretagne . Pour des raisons de propriété du terrain, l'avion a été parqué vers l'enceinte de démolition en novembre 2020 en vue de sa déconstruction[2] ;
- Super Guppy 002 [N212AS/F-BPPA] : confié en 1996 à l'association Ailes Anciennes Toulouse, en France. Il a depuis rejoint le musée Aeroscopia, qui a ouvert en janvier 2015 ;
- Super Guppy 003 [F-GDSG]: le 24 octobre 1997, le no 3 a quitté Toulouse pour Bristol avant de rejoindre l’usine DASA de Finkenwerder, à Hambourg, en Allemagne, pour le dernier vol d’un Super Guppy d’Airbus Skylink. Il est exposé dans l’usine Airbus ;
- Super Guppy 004 [F-GEAI/N941NA] : le dernier exemplaire, dont le fuselage a été construit en utilisant la partie inférieure arrière du Pregnant Guppy, a été cédé à la NASA pour transporter les pièces les plus volumineuses de la Station Spatiale Internationale, comme un fuselage de Boeing 747SP devant être utilisé dans la construction du télescope SOFIA. Cet appareil a été livré à Houston le 23 octobre 1997 [N941NA] et est toujours en service. Il est notamment utilisé pour transporter des pièces du Space Launch System.

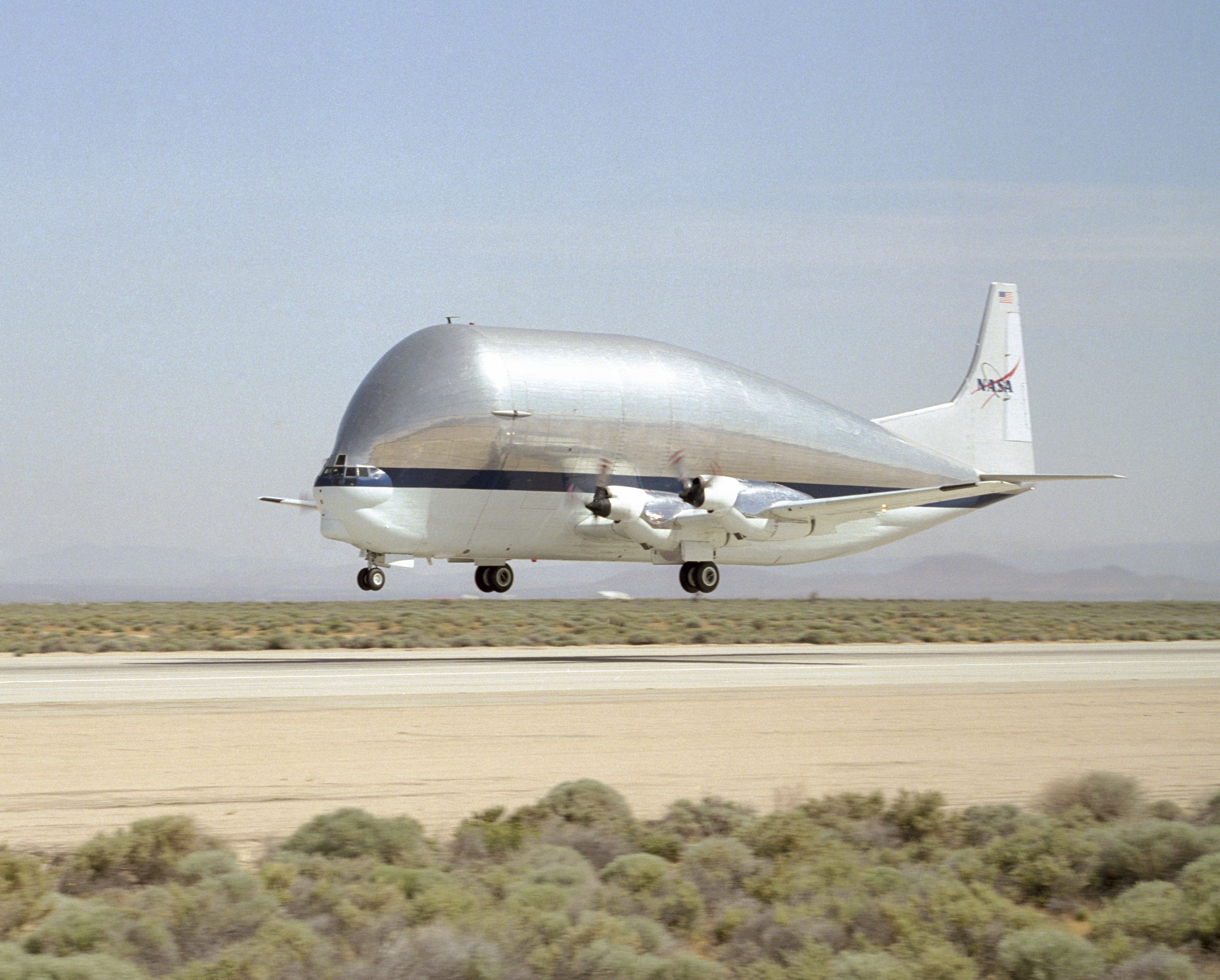
Le Super Guppy [N941NA] de la NASA
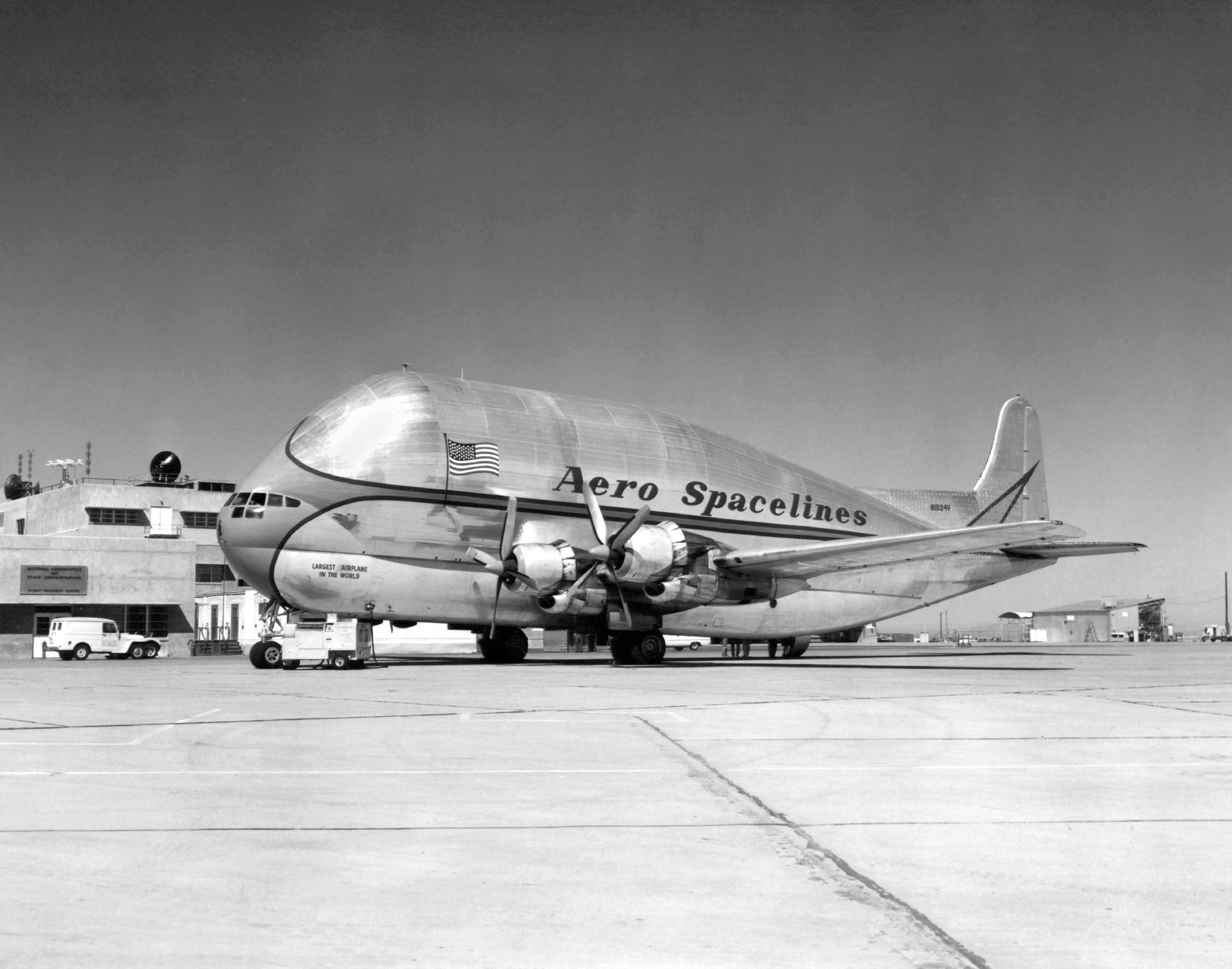
B377PG Pregnant Guppy [N1038V] à Dryden, octobre 1962
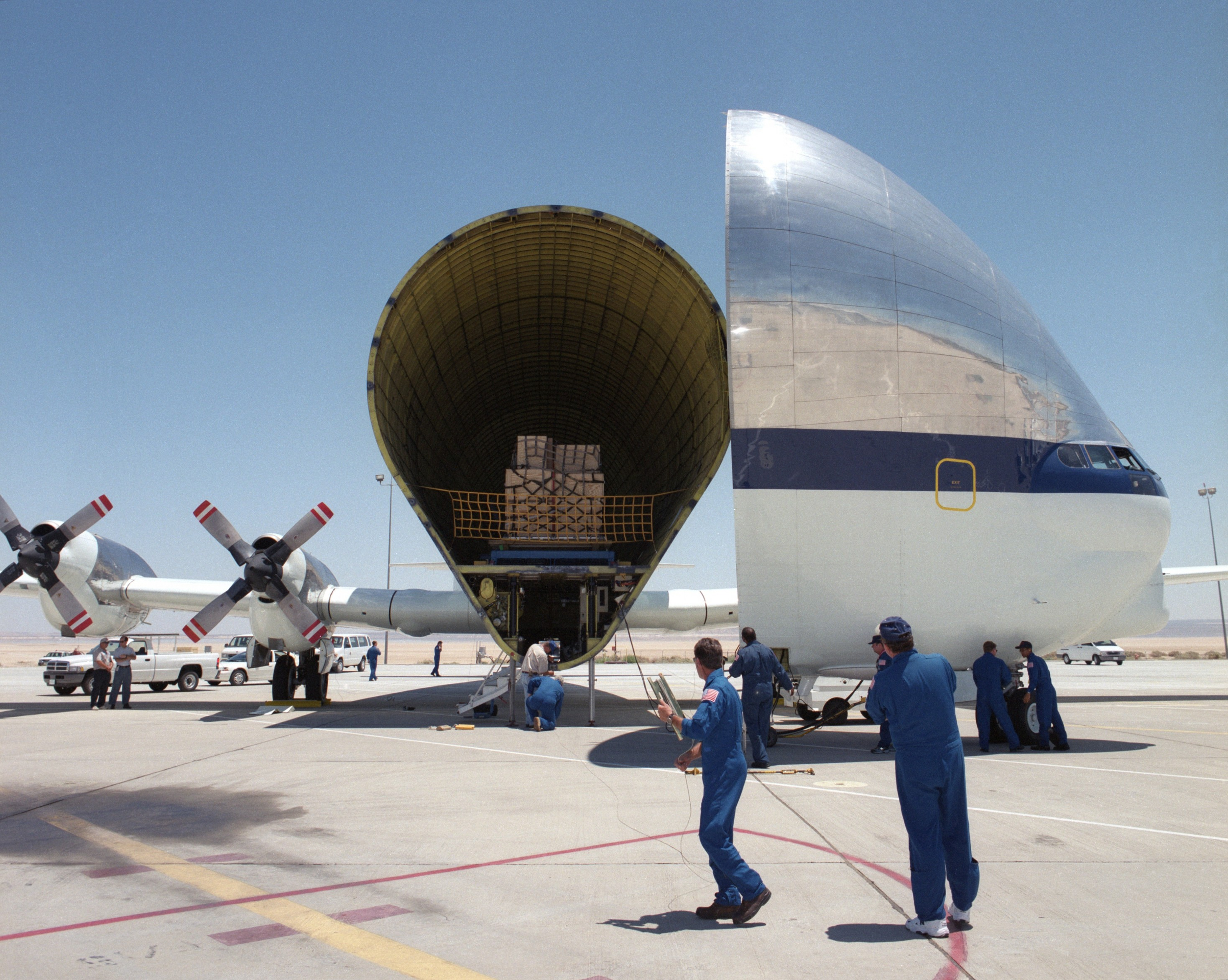
La soute du B377SGT (comparée à celle du B377SG à droite)
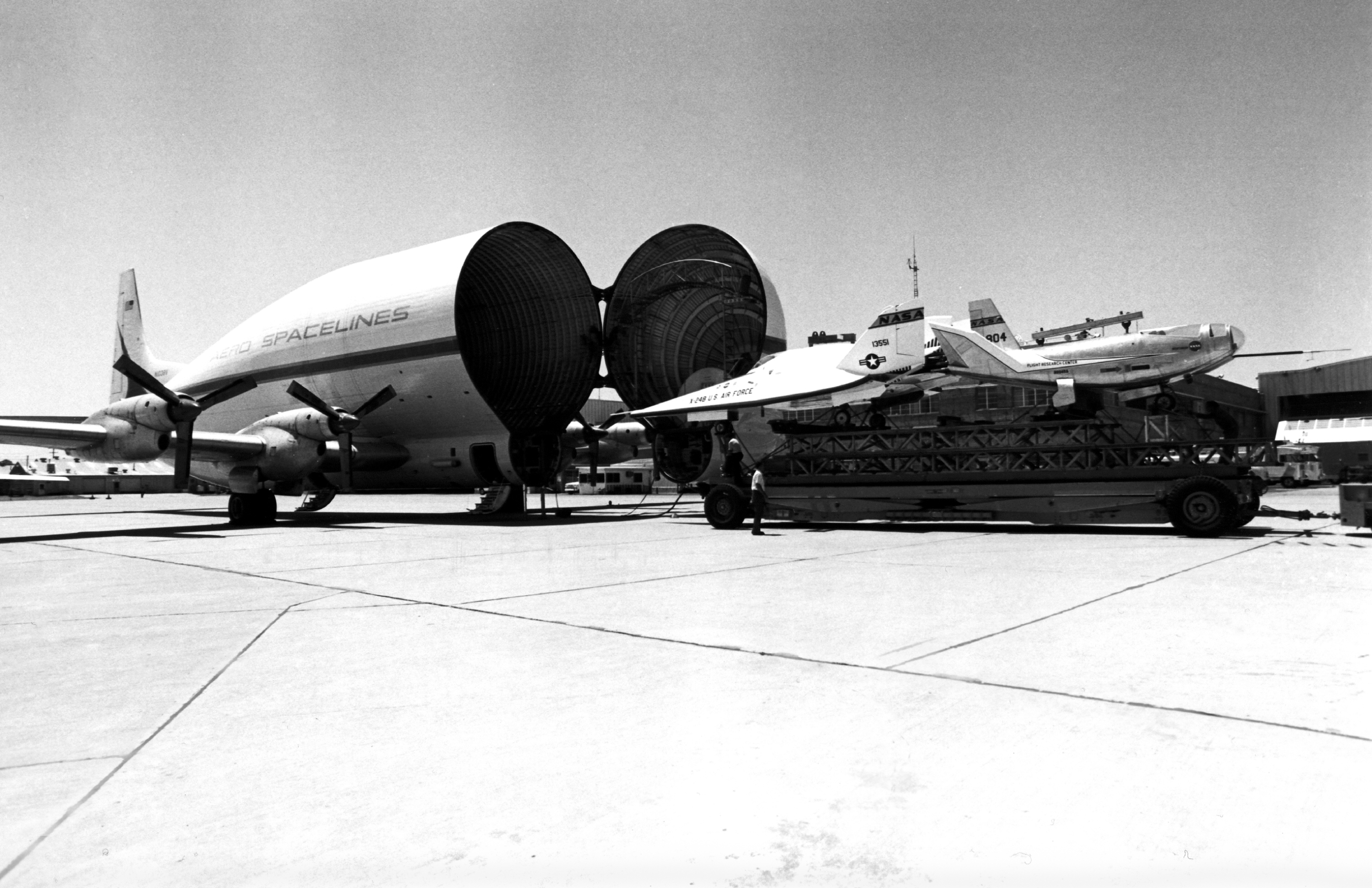
La soute du B377SG (comparée à celle du B377SGT à gauche)